# ژان برون
ژان برون (انگلیسی: Jean Brun; ۲۸ سپتامبر ۱۹۲۶ – ۳۰ سپتامبر ۱۹۹۳) دوچرخه‌سوار اهل سوئیس بود.